# مكثف المبلمر

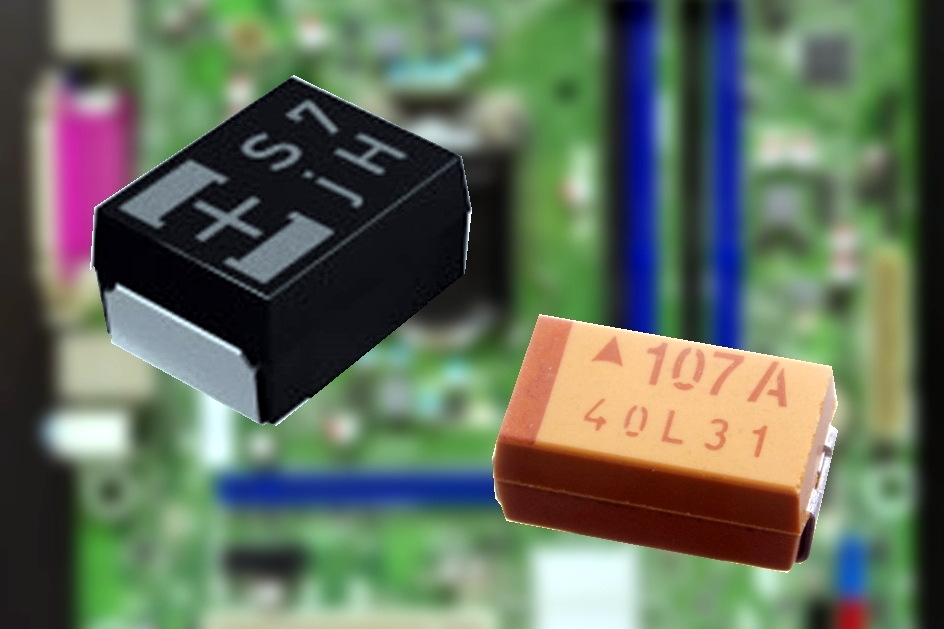

مكثف البوليمر أو مكثف المبلمر أو مكثف المكثور (بالإنجليزية: Polymer capacitor)‏ هي المكثفات الكهربائية الصلبة ومكثفات البوليمرات الموصلة ذات أنواع مختلفة كيميائيا، حيث يستخدم مواد صلبة وبدلا من استخدام السوائل، هناك أسماء شركات تستخدم هذه التقنيات مثل العلامة التجارية سانيو OS-CON ومكثفات بوليمر الألمنيوم العضوي (AO-CAPS) ومكثف بوليمر الألمنيوم العضوي الموصل للكهرباء (OC-CON).

## الخصائص
- بعض المكثفات السائلة تبقى لفترات طويلة إضافة لارتفاع تكلفتها 50 khour عند درجة حرارة 85 درجة مئوية.
- تبقى مستقرة عند تغير درجة الحرارة
- الجهد يصل إلى حوالي 35 فولت (v).

## التركيب
1- الكاثود عبارة عن رقائق الالمنيوم.
2- ورق فاصل.
3- أنود عبارة عن رقائق اكسيد الالمنيوم.
4- يتم تجميعها مع بعضها في شكل محدد.